# Мир (Иран)
Мир (перс. میر‎) — село на севере Ирана, в остане Альборз. Входит в состав шахрестана Талекан. Является частью дехестана (сельского округа) Паин-Талекан бахша Меркези.

## География
Село находится в северо-западной части Альборза, в горной местности южного Эльбурса, в долине реки Талекан, на расстоянии приблизительно 51 километра к северо-западу от Кереджа, административного центра провинции. Абсолютная высота — 1622 метра над уровнем моря.

## Население
По данным переписи 2006 года население села составляло 286 человек (149 мужчин и 137 женщин). В Мире насчитывалась 121 семья. Уровень грамотности населения составлял 86,36 %. Уровень грамотности среди мужчин составлял 85,23 %, среди женщин — 87,59 %.